# Jōji Kawaguchi (Skirennläufer)
Jōji Kawaguchi (japanisch 川口 譲二 Kawaguchi Jōji; * 1974) ist ein ehemaliger japanischer Skirennläufer.

## Karriere
Kawaguchi gab sein internationales Renndebüt bei den Juniorenweltmeisterschaften 1990 in Zinal, wobei er mit Rang 18 im Slalom sein bestes Ergebnis erzielte.
1993 nahm Kawaguchi erstmals an Alpinen Skiweltmeisterschaften teil. Bei den Wettkämpfen in Morioka belegte er den 27. Platz in der Alpinen Kombination, im Riesenslalom belegte er Rang 32.
Einen Monat später feierte Kawaguchi bei den Juniorenweltmeisterschaften am Monte Campione. Er gewann die Silbermedaille im Riesenslalom hinter Josef Strobl sowie in der Kombination hinter Gaëtan Llorach. Zudem noch Bronze im Slalom.
In den darauffolgenden Jahren konnte Kawaguchi jedoch nicht an diesen Erfolg anknüpfen. So startete er hauptsächlich bei FIS-Rennen sowie im Far East bzw. South American Cup. Am 3. März 1996 er beim Super-G im Skigebiet Happo One sein Weltcupdebüt, wobei er den 53. und vorletzten Platz belegte. Dies sollte zugleich seine einzige Platzierung im Weltcup bleiben, denn bei allen weiteren Starts schied Kawaguchi entweder bereits im ersten Durchgang aus oder verpasste die Qualifikation für den zweiten Durchgang. Im gleichen Jahr wurde er japanischer Meister im Super-G.
Bei den Weltmeisterschaften 1997 in Sestriere erzielte er mit dem 21. Rang im Riesenslalom sein bestes Ergebnis bei einem internationalen Großereignis.
Sein letztes internationales Rennen bestritt Kawaguchi am 3. März 2003 in Nozawa Onsen, danach ist er nicht mehr als Sportler in Erscheinung getreten.

## Erfolge

### Weltmeisterschaften
- Morioka 1993: 27. Alpine Kombination, 32. Riesenslalom
- Sestriere 1997: 21. Riesenslalom

### Juniorenweltmeisterschaften
- Zinal 1990: 18. Slalom, 32. Super-G, 50. Riesenslalom
- Maribor 1992: 12. Riesenslalom, 26. Super-G, 33. Abfahrt
- Monte Campione/Colere 1993: 2. Riesenslalom, 2. Alpine Kombination, 3. Slalom, 10. Abfahrt, 26. Super-G

### Far East Cup
- 8 Podestplätze, davon 2 Siege

| Datum           | Ort       | Land     | Disziplin    |
| --------------- | --------- | -------- | ------------ |
| 17. Januar 2001 | Yongpyong | Südkorea | Riesenslalom |
| 18. Januar 2001 | Yongpyong | Südkorea | Slalom       |

### Australian New Zealand Cup
- Eine Platzierung unter den besten 10

### Nor-Am Cup
- Eine Platzierung unter den besten 20

### South American Cup
- Eine Platzierung unter den besten 30

### Weitere Erfolge
- 13 Siege bei FIS-Rennen
- Japanischer Meister im Super-G (1996)
- Japanischer Vizemeister im Super-G (1999)
- Japanischer Vizemeister im Riesenslalom (2002)
- Bronze bei den japanischen Meisterschaften im Riesenslalom (1996, 1999)